# Dendemann

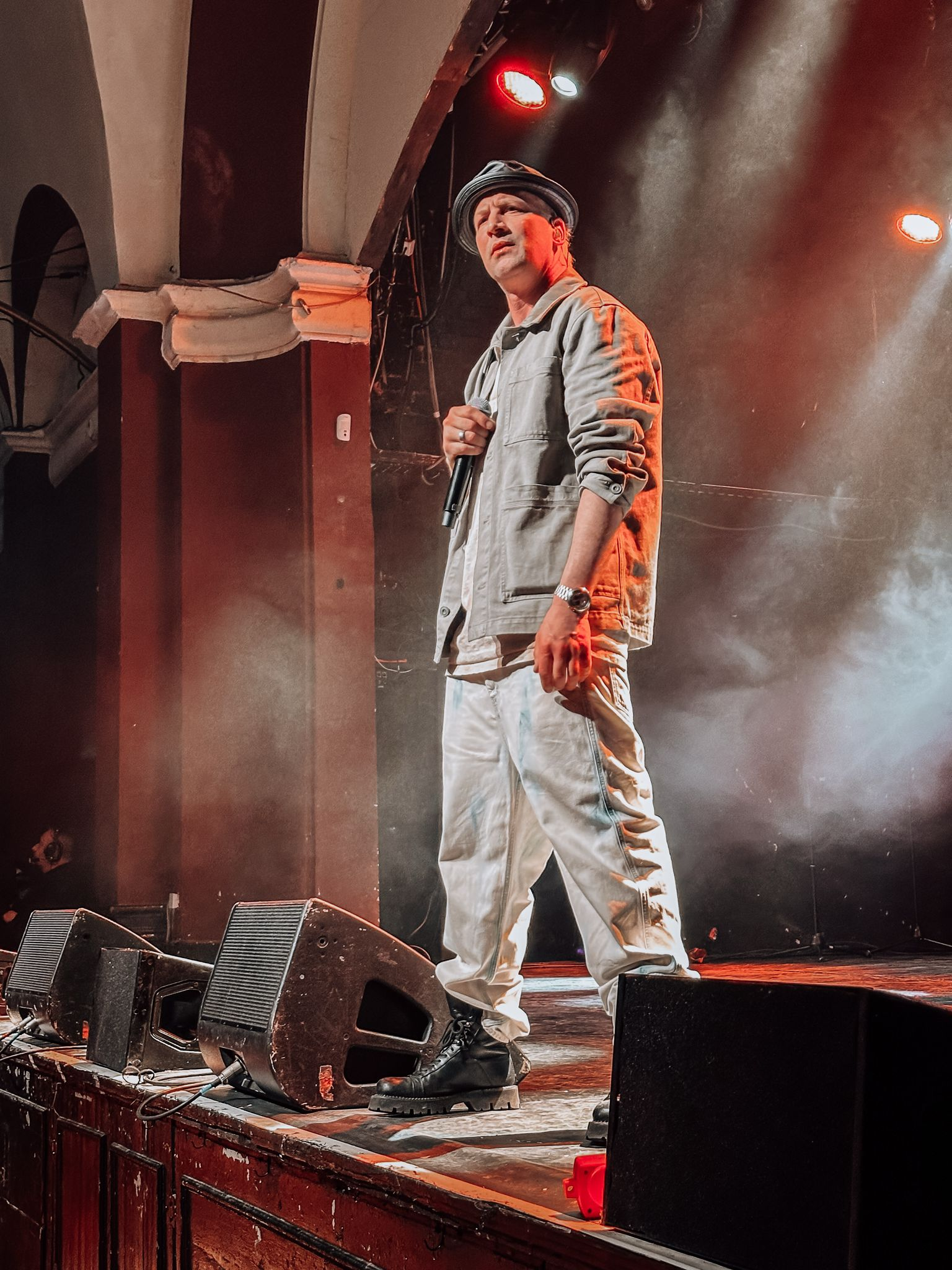
Dendemann (2025)

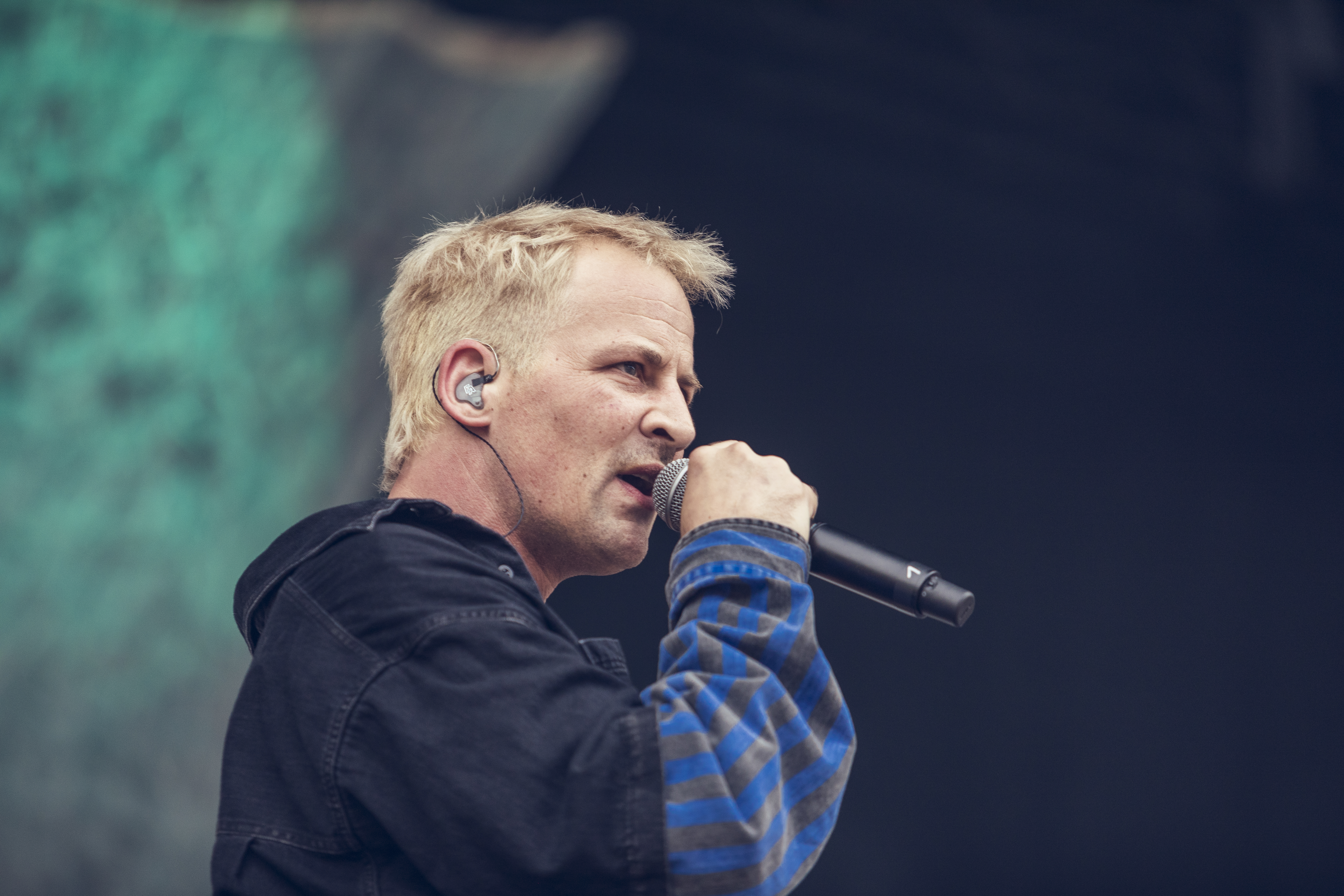
Dendemann (2019)

Dendemann, mit bürgerlichem Namen Daniel Ebel, (* 27. Juni 1974 in Wickede) ist ein deutscher Musiker. Er wuchs in Menden auf und lebt seit 1996 in Hamburg. Bekannt wurde er durch seinen wortspielreichen Rap mit alltäglichen Geschichten.

## Musikkarriere

### Die Anfänge

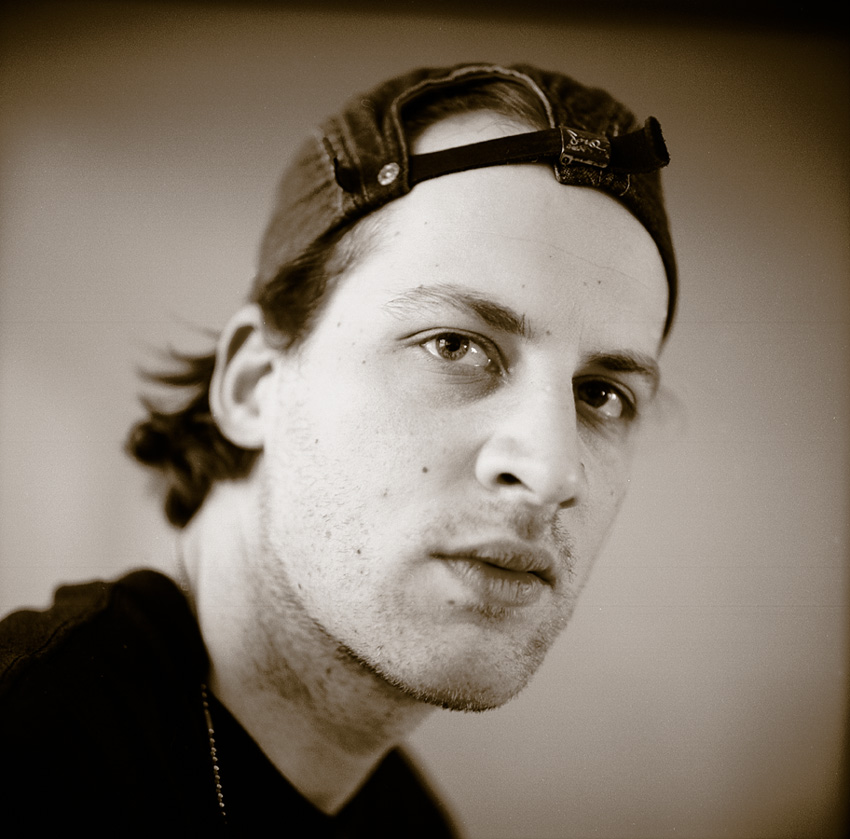
Dendemann (1998)

Erstmals bekannt wurde Dendemann mit dem Projekt Arme Ritter, das häufig als Vorband von Fettes Brot fungierte und auf deren Album Außen Top Hits, innen Geschmack er mit dem Musiktitel … und ich geh nicht zum Arzt zu hören ist. Zuvor veröffentlichte Dendemann unter dem Namen Arme Ritter zusammen mit dem Rapper Majubiese und dem Produzenten Carsten „Boogie“ Schulz bei Sony Music den Musiktitel Disco '95 (Singt und schwingt das Bein), allerdings mit geringem kommerziellen Erfolg.

### Eins Zwo
Mitte der 1990er Jahre gründete Dendemann zusammen mit DJ Rabauke, der zuvor als Tour-DJ für Fettes Brot tätig war, das Hip-Hop-Duo Eins Zwo. Großer Erfolg des Duos war das Album Gefährliches Halbwissen mit dem Lied Hand aufs Herz. Das Musikvideo ist eine Parodie auf die damalige Welle der US-amerikanischen Talkshows, im Besonderen die The Jerry Springer Show. Parallel dazu war Dendemann auch zeitweilig mit dem Ex-Arme Ritter Majubiese und Kumpel Nico Suave unter dem Pseudonym Mutter Natur unterwegs. Ergebnisse dieser Zusammenarbeit waren diverse Tracks, die jeweils auf den Alben der drei Künstler erschienen, darunter Das alte Lied von und mit Mutter Natur, Jugendsünden mit Manuva von Total Chaos und Bonustrack von Mutter Natur, welche den Federn des Trios entsprangen. Jedoch liegt das Projekt Mutter Natur gegenwärtig auf Eis.
1998 war Dendemann an der Produktion von Susanne zur Freiheit von Fischmob gemeinsam mit Hausmarke, Smudo und den Stieber Twins beteiligt und im Musikvideo zu sehen.

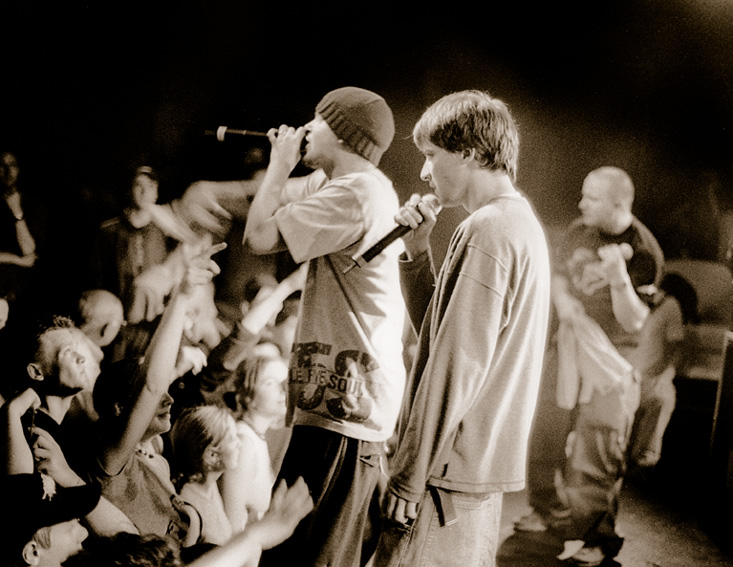
Mit Nico Suave, Hamburg 2000

Ab 2003 gingen Rabauke und Dendemeier, wie er sich zeitweise nennt, getrennte Wege. Beide sind nun als Solokünstler aktiv.

### Solo
Dendemann veröffentlichte 2003 die EP DasSchweigenDilemma, deren Instrumentals er noch selbst programmiert hat.
Sein erstes Soloalbum trägt den Titel Die Pfütze des Eisbergs und erschien nach langer Produktion am 1. September 2006, ebenso die Singleauskopplung 3 1/2 Minuten. Die Single ist sowohl hinsichtlich des Beats als auch des Videos humorvoll an D’Angelos Untitled (How does it feel) angelehnt. Die Beats des neuen Albums stammen zum größten Teil von den Audiotreats aus Mainz und Jansen & Kowalski. 2007 veröffentlichte er aus seinem Album die EP Nichtschwimmer und Downloadsingle Hörtnichauf.

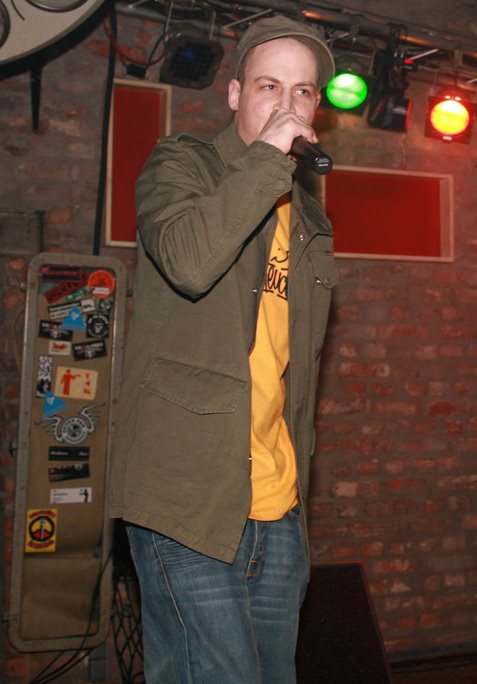
Dendemann 2007 in Magdeburg

Vor einer weiteren Deutschlandtour im Dezember 2007 trat er im Vorprogramm der Beatsteaks auf deren Tour auf; 2008 begleitete er Herbert Grönemeyer in großen Stadien quer durch Deutschland. Am 18. Juli 2008 erschien abersowasvonlive, ein Livealbum mit Titeln aus Die Pfütze des Eisbergs, seltenen B-Seiten und einem neuen Track.
Am 9. April 2010 erschien sein zweites Soloalbum mit dem Titel Vom Vintage verweht. Die Single Stumpf ist Trumpf 3.0 erschien bereits am 2. April 2010. Das von Moses Schneider, dem Produzenten der Beatsteaks, produzierte Album ist rockorientierter.
Ende 2012 wirkte er am Remix des Stücks „Alles dreht sich“ mit, welcher zusammen mit Casper, Kraftklub und Der König Tanzt entstand. Am 25. Januar 2019 erschien mit Da nich für! sein drittes Studioalbum. Dieses erreichte als erste seiner Veröffentlichungen Platz 1 der deutschen Albumcharts.

### Fernsehen
Im Januar 2015 wurde bekannt, dass Dendemann als Bandleader und musikalischer Direktor für die Showband der ZDFneo-Sendung Neo Magazin Royale von Jan Böhmermann verpflichtet wurde. Er trat ab dem 5. Februar 2015 mit seiner Band „Die Freie Radikale“ wöchentlich in der Sendung auf. Hierbei spielte Dendemann ein Eröffnungslied, sowie ein kurzes individuelles Lied, wenn ein Gast die Bühne betrat, wirkte bei Songs von musikalischen Gästen mit und rappte einen meist an dem Thema der Sendung orientierten Zweiminüter. Die Neo Magazin Royale-Folge vom 15. Dezember 2016 machte seinen Abschied zum Hauptthema der Sendung. Viele Rapper und Prominente verabschiedeten Dendemann. Unter anderem waren Fettes Brot, Roger von Blumentopf, Olli Schulz, Carolin Kebekus, Oliver Petszokat, Kollegah, Nana, Prinz Pi, Eko Fresh, MoTrip und Bürger Lars Dietrich zu Gast.

## Diskografie
Für Veröffentlichungen mit Eins Zwo siehe dort.

### Studioalben
| Jahr | Titel Musiklabel                | Höchstplatzierung, Gesamtwochen, AuszeichnungChartplatzierungen (Jahr, Titel, Musiklabel, Platzierungen, Wochen, Auszeichnungen, Anmerkungen) | Höchstplatzierung, Gesamtwochen, AuszeichnungChartplatzierungen (Jahr, Titel, Musiklabel, Platzierungen, Wochen, Auszeichnungen, Anmerkungen) | Höchstplatzierung, Gesamtwochen, AuszeichnungChartplatzierungen (Jahr, Titel, Musiklabel, Platzierungen, Wochen, Auszeichnungen, Anmerkungen) | Anmerkungen                             |
| Jahr | Titel Musiklabel                | DE | AT | CH | Anmerkungen                             |
| ---- | ------------------------------- | --- | --- | --- | --------------------------------------- |
| 2006 | Die Pfütze des Eisbergs Yo Mama | DE23 (4 Wo.)DE | — | — | Erstveröffentlichung: 1. September 2006 |
| 2010 | Vom Vintage verweht Yo Mama     | DE9 (5 Wo.)DE | AT21 (4 Wo.)AT | CH35 (1 Wo.)CH | Erstveröffentlichung: 9. April 2010     |
| 2019 | Da Nich Für! Vertigo Berlin     | DE1 (10 Wo.)DE | AT2 (5 Wo.)AT | CH5 (4 Wo.)CH | Erstveröffentlichung: 25. Januar 2019   |

### Livealben
- 2008: Abersowasvonlive (Yo Mama)

### EPs
| Jahr | Titel Musiklabel               | Höchstplatzierung, Gesamtwochen, AuszeichnungChartsChartplatzierungen (Jahr, Titel, Musiklabel, Platzierungen, Wochen, Auszeichnungen, Anmerkungen) | Anmerkungen                         |
| Jahr | Titel Musiklabel               | DE | Anmerkungen                         |
| ---- | ------------------------------ | --- | ----------------------------------- |
| 2003 | DasSchweigenDilemma Yo Mama    | DE78 (1 Wo.)DE | Erstveröffentlichung: November 2003 |
| 2007 | Endlich Nichtschwimmer Yo Mama | DE96 (1 Wo.)DE | Erstveröffentlichung: Februar 2007  |

### Singles
| Jahr | Titel Album                       | Höchstplatzierung, Gesamtwochen, AuszeichnungChartsChartplatzierungen (Jahr, Titel, Album, Platzierungen, Wochen, Auszeichnungen, Anmerkungen) | Anmerkungen                                                  |
| Jahr | Titel Album                       | DE | Anmerkungen                                                  |
| --- | --------------------------------- | --- | ------------------------------------------------------------ |
| 1998 | Susanne zur Freiheit Power        | DE72 (9 Wo.)DE | Erstveröffentlichung: Juni 1998 mit Fischmob                 |
| 2019 | Alle Jubilare wieder Da nich für! | DE100 (1 Wo.)DE | Erstveröffentlichung: 22. Januar 2019 Dendemann feat. Casper |
| Folgende Lieder erschienen nicht als Single, wurden aber durch das Album zum Download und Streaming bereitgestellt und konnten somit eine Platzierung erlangen: |                                   | |                                                              |
| |                                   | |                                                              |
| 2016 | So schön Advanced Chemistry       | DE73 (1 Wo.)DE | Charteinstieg: 2. September 2016 Beginner feat. Dendemann    |

Weitere Singles
- 2006: 3 1/2 Minuten
- 2007: Hörtnichauf
- 2010: Stumpf ist Trumpf 3.0
- 2018: Keine Parolen

## Auszeichnungen
Preis für Popkultur
- 2019: in der Kategorie „Lieblings-Solokünstler“ (da nich für!)[6]
- 2019: in der Kategorie „Lieblingsalbum“ (da nich für!)[6]